# María Luisa Landín
María Luisa Landín Rodríguez (Ciudad de México, 9 de octubre de 1921-Ciudad de México, 20 de junio de 2014) fue una cantante mexicana conocida como La Reina del Bolero.

## Biografía
En 1935 empezó a cantar, acompañada de su hermana Avelina Landín (México DF, 10 de noviembre de 1919 – México DF, 21 de febrero de 1991).
Las dos hermanitas cantaban en casa y en fiestas y, cuando eran jovencitas, en 1936, hicieron sus primeras presentaciones profesionales en XEYZ y XEFO (radiodifusoras de la Ciudad de México). El dueto, que se hacía llamar Pirita y Jade, fue del agrado del público y se hizo conocido, por las buenas voces de sus juveniles integrantes. En 1938 fueron contratadas en exclusiva por la radiodifusora XEQ, que promovió una rivalidad artística entre ellas y las Hermanas Águila, a quienes presentaban como «El Mejor Dueto de América». Durante algunos años Avelina y María Luisa cantaron juntas, luego ya no les gustó el nombre de Pirita y Jade y decidieron ser Mari-Lina, para finalmente quedar como Las Hermanas Landín.
En 1942 se separaron porque Avelina se casó con el mexicano Ángel Zempoalteca Ortega (1925-1970), que no le permitió seguir su carrera.
A partir de ahí María Luisa formó un trío con las hermanas Emma y Aurora del Mar, y más tarde cantaría a dúo con el tenor Néstor Mesta Chaires (Ciudad Lerdo, 26 de febrero de 1908 – México DF, 29 de junio de 1971), con quien hacía programas patrocinados por la compañía Coca Cola, que tenían difusión internacional. También aparecía en otros programas de radio, donde conoció y trabajó con el músico y compositor puertorriqueño Rafael Hernández Marín, apodado El Jibarito, quien alcanzaría posteriormente gran fama y éxito como compositor de boleros. En 1941, María Luisa grabó una versión del conocido bolero «Hay que saber perder» (del compositor chiapaneco Abel Domínguez), registrado en 78 rpm en el estudio de grabación de la empresa discográfica RCA. El disco se convirtió en un gran éxito y rompió récords de ventas.
En 1942 grabó su primer tema inédito, «Canción del alma», acompañada por la orquesta del autor del bolero, Rafael Hernández Marín.
Ya como cantante exitosa, María Luisa Landín hizo frecuentes giras, no solo por todo el país, sino internacionales. En 1940 había hecho su primera gira profesional a La Habana (Cuba), pero años después se presentó en varios países de Sudamérica. En 1949 regresó de sus viajes e ingresó a la XEW, contratada como figura estelar para el programa El milagro de las canciones. La Landín era presentada como «La voz que llega al corazón», o como «La voz del alma».

## Amor perdido
El año 1949 es especial para María Luisa, porque graba «Amor perdido», del otro gran compositor puertorriqueño Pedro Flores. Su grabación se convierte no solo en tremendo éxito, sino que con los años llegaría a ser un clásico de la música popular mexicana, que se sigue tocando décadas después de grabada.
Hay una anécdota con respecto a esta canción. La Landín estaba renuente a grabarla, pero se vio forzada por su compañía, la RCA Víctor. María Luisa se negaba porque el bolero había sido estrenado ya, diez años atrás, por la popular cantante sinaloense Manolita Arreola. Inclusive la misma María Luisa y su hermana Avelina lo habían grabado ya, cuando cantaban a dúo. Muy a su pesar María Luisa Landín aceptó volver a grabarlo, ahora como solista, acompañada por la orquesta del maestro José Sabre Marroquín, y con un excelente arreglo del músico chiapaneco Rafael de Paz. El éxito fue inmediato.
En 1950, aprovechando el éxito de la canción, se filmó la película Amor perdido, dirigida por Miguel Morayta (1907), interpretada por las rumberas cubanas Amalia Aguilar y Yadira Jiménez, acompañadas por Tito Junco, y con la intervención, por supuesto, de María Luisa Landín que interpreta la canción titular, y también con Dámaso Pérez Prado y María Victoria (por cierto, ahí se inició una amistad entre la Landín y María Victoria, misma que perdura hasta la fecha, y que en algún momento dio como fruto algunas grabaciones a dúo).

## Otros éxitos
Durante los años cuarenta a sesenta rompió récords de ventas de discos e hizo giras por todo el continente americano.
Después de «Amor perdido», otros memorables éxitos de María Luisa Landín son
- «Canción del alma» (de Rafael Hernández Marín),
- «Hay que saber perder» (de Abel Domínguez),
- «Aunque tengas razón» (de Consuelo Velázquez),
- «Será por eso» (de Consuelo Velázquez),
- «Miseria» (de Miguel Ángel Valladares) y
- «Somos diferentes» (de Pablo Beltrán Ruiz).

Mantuvo una relación profesional muy cercana con dos talentosos compositores y músicos originarios de Puerto Rico: Rafael Hernández El Jibarito, y Pedro Flores. Ambos trabajaron muchos años en México, y se convirtieron en personajes musicalmente importantes. Con ellos María Luisa Landín trabajó muy de cerca, la acompañaban con sus orquestas, ella grababa sus composiciones, y actuaban juntos en la radio.
A partir de los años sesenta, su actividad discográfica empieza a verse limitada debido a la aparición de nuevos géneros musicales como el rock y el twist. En 1967 grabó por última vez, aunque sus canciones permanecen muchísimo tiempo en la programación de las radiodifusoras de México.

## Discografía[5][7]
Tiene grabadas, entre muchas otras, las siguientes canciones:
- 1941: «Allá» (a dúo con Guillermo C. Álvarez)
- 1948: «Criminal» (de Rafael de Paz)
- 1948: «Malos pensamientos» (de Alberto Domínguez)
- 1948: «Por qué no te vas» (de Rafael Hernández)
- 1948: «Traidoramente» (de Chucho Monge)
- 1949: «Amor perdido»
- 1949: «Verdad amarga» (de Consuelito Velázquez)
- 1949: «Hay que saber perder» (de Abel Domínguez)
- 1949: «Miseria» (de Miguel Ángel Valladares)
- 1949: «Qué te pedí» (de Fernando Mulens, que le dedicó este bolero a María Luisa)
- 1949: «Mis ojos me denuncian» (de Manuel S. Acuña).
- años 1950: «Pa’ qué me sirve la vida» (ranchera, con María Victoria)
- años 1950: «Paloma mensajera» (ranchera, con María Victoria)
- años 1950: «Se sufre pero se aprende» (de Federico Bahena)
- años 1950: «Por pasar el rato» (de Miguel Ángel Valladares)
- años 1950: «Mi último refugio» (de Miguel Ángel Pazos)
- años 1950: «Inevitablemente» (de Gonzalo Curiel)
- años 1950: «Por amor de Dios» (de Carlos Crespo)
- años 1950: «Qué tontería» (de Consuelo Velásquez)
- «Aviso de ocasión» (a dúo con Fernando Fernández)
- «La vida es así» (de Rafael Hernández, acompañada por su orquesta; a dúo con Miguel Aceves Mejía).
- «Con otro pagarás» (a dúo con Carmen Rello, acompañadas por el Mariachi Vargas).
- «Pesadilla» (a dúo con Carmen Rello, acompañadas por el Mariachi Vargas).
- «A dónde irán»
- «Ahora»
- «Al fin solos»
- «Amar y vivir»
- «Amor ciego»
- «Aunque tengas razón»
- «Canción del alma»
- «Canta, canta»
- «Conozco a los dos»
- «Corazón»
- «Déjame en paz»
- «Desdichadamente»
- «Desvelo de amor»
- «Dos almas»
- «El tiempo lo dirá»
- «Espina»
- «Esta noche corazón»
- «Falsa»
- «Injusticia»
- «Jamás, jamás»
- «Mal negocio»
- «Mi último trago»
- «Nada pido»
- «Nosotros»
- «Nunca más»
- «Ofrenda»
- «Permíteme»
- «Por eso te perdono»
- «Por qué llorar»
- «Por tu cariño» (Chucho Rodríguez).
- «Que el cielo te lo pague»
- «Qué tal te fue»
- «Que te vaya bien»
- «Sé muy bien que vendrás»
- «Será por eso»
- «Somos diferentes»
- «Te lo juro»
- «Todavía no me muero»
- «Tú eres mi destino»
- «Tu felicidad»
- «Una aventura más»
- «Ven, ven»
- «Vereda tropical»
- «Vuelve otra vez».
- 1960: «Tú y la noche»
- 1960: «Desgracia»
- 1961: «Una espina»
- 1961: «Mi amor ante todo»
- 1961: «Escándalo»
- 1961: «Amor de sangre»
- 1962: «Pero no, no y no»
- 1962: «Dos caras»
- 1963: «La mano de Dios»
- 1962: «Una y otra vez»
- 1967: «Horas en vano»
- 1967: «Menor de edad»

Si bien no grabó canciones de Agustín Lara en solitario, junto a su hermana Avelina Landín grabó en dueto «Pobre de mí», del compositor jarocho, y algunas más en dueto, de otros autores como las siguientes, entre otras:
- «Mi último amor»
- «Que no diera»
- «Yo no quiero la vida»
- «Falsa»
- «Mi destino fue quererte»
- «Altivez» y
- «Adonde irán».

## Filmografía
En cine algunas de sus intervenciones musicales fueron en las siguientes películas:
- 1945: Su gran ilusión (dirigida por Mauricio Magdaleno).
- 1951: Amor perdido (dirigida por Miguel Morayta).
- 1966: El Jibarito Rafael (coproducción mexicano-puertorriqueña dirigida por Julián Soler).
- 1977: A fuego lento o México nocturno (dirigida por Juan Ibáñez).

## Vida privada
Landín se casó en tres oportunidades. La primera con Lorenzo Ibáñez, padre de su única hija (la doctora Graciela Ibáñez Landín); la segunda, con el compositor Fernando Mulens y en 1954 se casó en Manizales (Colombia), con Juan Eugenio Cañavera, distinguido locutor de La Voz de Medellín, emisora que dio origen a la que hoy se conoce como RCN (Radio Cadena Nacional).
La Landín era de baja estatura y de talle delgado. Su cuerpo pequeño no se correspondía con su voz tan vigorosa. No era exageradamente bella, pero se arreglaba impecablemente, con buenos vestidos, muy fajada, altos tacones, el pelo casi siempre corto (pero se hacía voluminosos peinados a base de crepé), cejas bien delineadas. Se plantaba con mucha seguridad en la escena, a cantar con pasión y vigor sus letras de reproche, movía sabiamente los brazos para enfatizar sus frases.
Retirada de los escenarios desde finales de la década de 1980, Landín vivió tranquilamente en la Ciudad de México con su familia ―su hija Graciela Ibáñez-Landín y su nieta Graciela Elizabeth Kasep-Ibáñez―, injustamente olvidada, y sin recibir en vida el homenaje que merece.